# Mathieu II. de Montmorency
Mathieu II. de Montmorency (deutsch: Matthias; 1184 bezeugt; † 24. November 1230), genannt der Große Konstabler (le Grand Connétable), war seit 1219 Connétable von Frankreich. Er war der Sohn von Bouchard IV., Herr von Montmorency, und von Laurette von Hennegau, Tochter von Graf Balduin IV. Er war der Enkel von Mathieu I. de Montmorency, Herr von Montmorency, Écouen, Conflans-Sainte-Honorine und Attichy.

## Leben

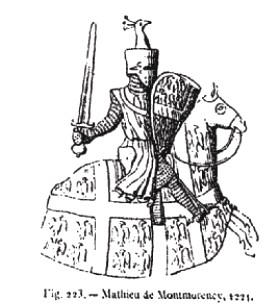
Mathieu II. de Montmorency auf der Nachzeichnung eines Siegels von 1224

Wappen Mathieus II.

Bei der Eroberung der Normandie durch König Philipp II. von Frankreich im Jahr 1204 war Mathieu II. de Montmorency einer von dessen wichtigsten Offizieren. Vor allem die Einnahme von Château-Gaillard am 6. März 1204 ist sein Verdienst.
In den nächsten Jahren war er an allen Feldzügen des Königs beteiligt, bis zur Schlacht bei Bouvines am 27. Juli 1214, bei der er den rechten Flügel der königlichen Armee befehligte, und deren siegreicher Ausgang die Franzosen zu einem großen Teil ihm zu verdanken haben. In der Schlacht erbeutete er zwölf Banner des Feindes, weshalb ihm der König die Erlaubnis gab sein Wappen von ursprünglich vier auf zwölf Adler zu erweitern. Später schloss sich Mathieu dem Albigenserkreuzzug an, der unter der Leitung seines Schwagers Simon IV. de Montfort stand.
Im Jahr 1219 wurde er zum Connétable von Frankreich ernannt. Unter der Regierung des Königs Ludwig VIII. genoss er die größte Autorität. Während Ludwig VIII. die Albigenser bekämpfte, stand Montmorency an der Spitze der königlichen Armee im Aquitanien im Kampf gegen die Engländer. Er eroberte Niort, Saint-Jean-d’Angély, La Rochelle, sowie die Landschaften Limousin, Périgord und Aunis.
Nach dem Tod Ludwigs VIII. unterstützte er dessen Witwe, Blanka von Kastilien, als Regentin des minderjährigen Ludwig IX. gegen den Adels des Landes, der sich von der neuen Situation Vorteile versprach. Er befehligte 1228 die königliche Armee bei der Eroberung von Bellême in Le Perche und zwang im Jahr darauf die Rebellen zur Unterwerfung, hatte aber keine Möglichkeit mehr, seinen Erfolg zu konsolidieren, da er am 24. November 1230 starb.

## Ehen und Nachkommen
Mathieu II. war zwei Mal verheiratet. Seine erste Ehefrau war Gertrude von Soissons, Tochter von Raoul I., Graf von Soissons (Haus Nesle). Diese 1193 geschlossene Ehe wurde annulliert. Seine zweite Ehefrau war Emma von Laval (1200–1264), Herrin von Laval (Haus Laval).
Aus seiner ersten Ehe hatte er drei Kinder:
- Burkhard V. († 1. Januar 1243), Herr von Montmorency, Écouen, Conflans-Sainte-Honorine, Taverny, Dueil und Attichy
- Matthias († Februar 1250 in der Schlacht von al-Mansura), 1244 Graf von Ponthieu (uxor nomine), ⚭ Maria, Gräfin von Ponthieu, Erbtochter von Graf Wilhelm II. und Alix von Frankreich (Haus Montgommery)
- Johann, Herr von Roissy 1226/36

Aus seiner zweiten Ehe hatte er vier Kinder:
- Guido VII., 1254 Herr von Vitré und Vauguyon, 1264 Herr von Laval
- Avoise († nach 1. Juni 1270), Herrin von Mesaly, ⚭ Jakob von Château-Gontier, Herr von Nogent-le-Rotrou, († Juni 1257/September 1264)
- Johanna, 1265 bezeugt
- Tochter (vielleicht Alix), 1247/49 bis wohl 1268 bezeugt, ⚭ Roger Herr von Rozoy († 8. Februar 1250)

Siehe auch Stammliste der Montmorency